# Código de Aguas de Chile

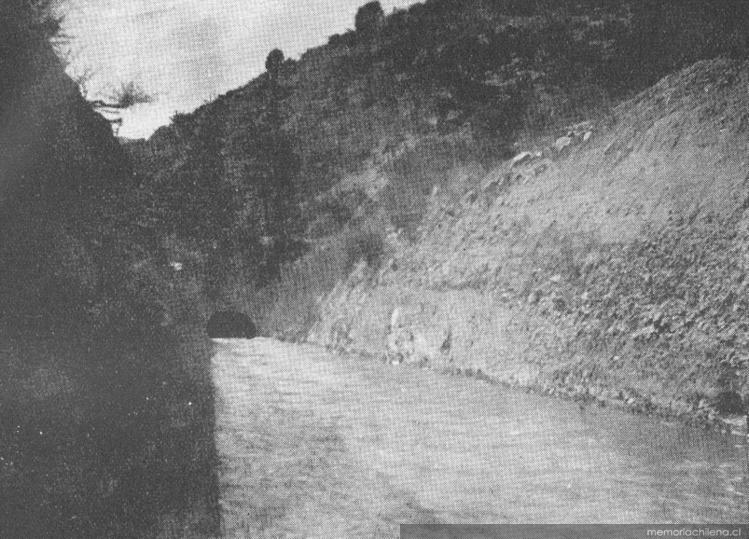
Entrada al túnel del canal Mallarauco, construido a finales del, para su tiempo en Chile una gigantesca obra hidráulica.

El Código de Aguas (CA) es un cuerpo legal chileno que desde 1981 norma y regula el acceso a los recursos hídricos del país, incorporando criterios de mercado en los procedimientos de asignación en concordancia con el artículo 4 de la Declaración de Dublín y limita la intervención del estado en los asuntos que conciernen la actuación de privados.
El código ha tenido éxito en fomentar las inversiones en obras hidráulicas y optimizar el uso del agua, pero también han surgido nuevos desafíos que llevaron a su modificación en 2005: vii  y la última en 2022. En América Latina se ha convertido en un posible modelo a seguir.

## Historia
Ya en tiempos prehispánicos se usaban canales de riego en la agricultura. Durante la colonia se desarrolló la técnica y también la legislación de acuerdo a criterios traídos desde España.: 32 
El Código Civil chileno, promulgado en 1856 dio un marco general legal a las actividades de la naciente república, aunque no trataba a las aguas de una forma especial.
El primer Código de Aguas fue promulgado en 1951 y comenzó a regir en 1952. Fue reformado con la ley de Reforma Agraria de 1967, pero fue sistematizado en 1969 por lo que se le conoce como Código de Aguas de 1969.: 32 
Un cambio substantivo fue el decreto ley 2603 de 1979 que preparó el reconocimiento constitucional de los derechos del agua que vendría con la Constitución Política de la República de Chile de 1980 y posteriormente el Código de Aguas de 1981 que rige aún en 2023.

## Definiciones

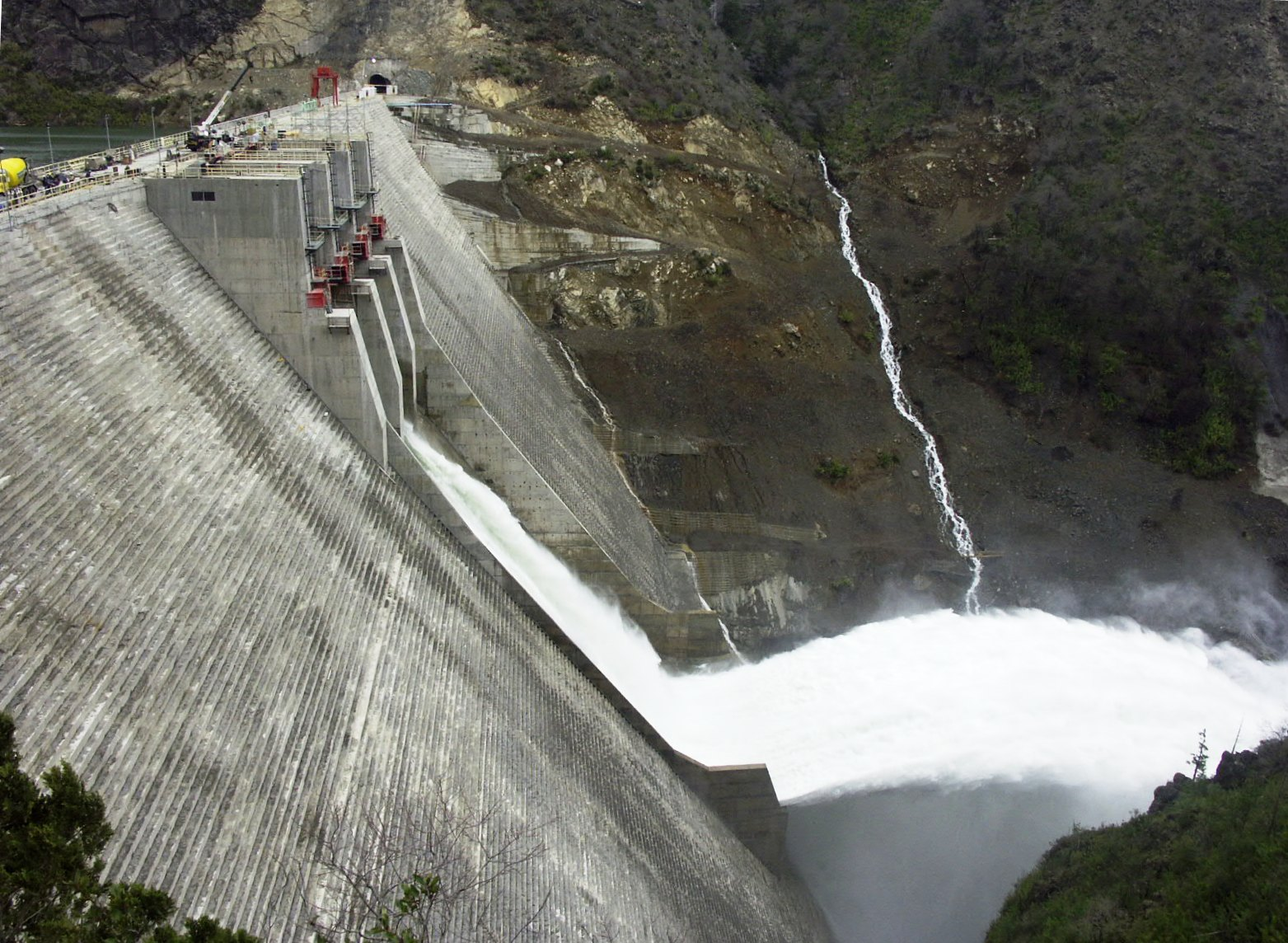
La central hidroeléctrica Ralco en la cuenca del río Biobío costó 570 millones de dólares en 1998 y aporta el 4.6% de la energía total generada en el SIC.

El código determina que existen aguas marinas, terrestres y pluviales, estas últimas son marinas o terrestres dependiendo del lugar en que caen. El CA solo atiende las aguas terrestres, clasificandolas en aguas superficiales y subterráneas.: 33 
El Código de Aguas (CA) declara que las aguas son "bienes nacionales de uso público" que no pueden ser apropiadas por particulares sino que solo el estado puede entregar "derechos de aprovechamiento de las aguas" (DAA).: 32  Estos derechos son concedidos gratuitamente por el estado:
- En respuesta a una solicitud a la Dirección General de Aguas (DGA);
- En reconocimiento de situaciones consuetudinarias demostradas (el solicitante usa las aguas desde hace tiempo);
- Si un cauce de agua nace, fluye y termina en un mismo bien raíz, o un lago ubicado completamente en un bien raíz y que no permita la navegación de barcos con más de 100 toneladas de desplazamiento, los DAA respectivos pertenecen al propietario del bien raíz.
- Por derechos derivativos (tradición, herencia);

En todos los casos, los DAA quedan entonces registrados en el Registro de Aguas del conservador de bienes raíces, como otras propiedades.
En el caso de aguas subterráneas, el CA prevé la entrega de un permiso de exploración que, en caso positivo, conduce a un DAA. De igual manera, excavaciones mineras obtienen el derecho a usar las aguas que encuentren en sus explotaciones. Para uso doméstico y bebida, el CA autoriza a cualquier persona a excavar pozos y extraer agua en terrenos de su propiedad.
Los DAA pueden ser clasificados por:: 33 
- Disponibilidad
  - Permanentes, uso sin límites mientras la fuente no esta agotada;
  - Eventuales, solo cuando la fuente tiene un excedente después de haber satisfecho los DAA de ejercicio permanente y los DAA eventuales convenidos anteriormente;
- Temporalidad
  - Continuos, que pueden ser usados las 24 horas del día;
  - Discontinuos, solo durante determinados lapsos de tiempo;
  - Alternados,en que varios propietarios de DAA deben alternarse en el uso;
- Uso
  - Humano
  - Recreación
  - Producción
- Retornabilidad
  - Consuntivos, que consumen el agua y no la devuelven a su cauce;
  - No-consuntivos, que no consumen el agua y laretornana su cauce.

## Mercado del agua

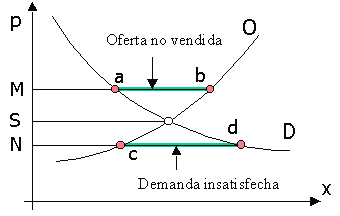
Diagrama básico de la oferta y la demanda en un mercado de un solo producto. Se admite que existen dos curvas: la de demanda, que predice qué cantidad de producto comprarán los consumidores para un determinado precio del producto y la de oferta, que predice cuánto producto será puesto a la venta para un determinado precio de venta.

Uno de los principales fines de la moderna legislación era la activación de un mercado que optimizara el uso del agua mediante la transferencia hacia usos más productivos en aras de fomentar una economía integrada al comercio internacional basada en productos como cobre, vino, fruta fresca, madera, pulpa de madera, salmón y similares. Esto ha producido un aumento del consumo de agua, pero también mayor competencia en por los DAA. Esto se refleja en que, por ejemplo, en el periodo de 4 años entre 2005 y 2008 se produjeron más de 20.000 transacciones en el mercado del agua con un valor de unos US$4,8 billones.: viii 

## Derecho de propiedad
Inicialmente, estos derechos establecían:
1. Propiedad privada sobre los derechos de aprovechamiento, con garantía constitucional y transferibles.
2. Libertad para el uso del agua.
3. La entrega inicial del estado a particulares era gratuita y a perpetuidad.
4. El estado se abstiene de intervenir en las transferencias de derechos.

La última modificación al CA permite renunciar a ellos en los casos en que no se dañe a terceros (acreedores, por ejemplo). Así también, si los derechos de agua no son utilizados efectivamente por los poseedores, estos deben pagar una matrícula que se acrecienta con el paso de los años y la situación de desuso persiste.: 35 

## Organizaciones de usuarios
El agua es admistrada por organizaciones de usuarios de aguas (OUA) que tienen un directorio elegido y que debe hacer cumplir la ley y determinar las políticas a seguir, sin intervención del estado. Se han observado observado problemas de administración en los que el estado podría actuar pero no le esta permitido. Otra dificultad  es la división en niveles y no en cuencas entre las diferentes organizaciones lo que no permite soluciones óptimas.: 23 

## Cambios en 2022
Para incorporar a la legislación nuevas soluciones, en 2022 se modificó el CA de tal manera que se integraron a la normativa:
- Reconocimiento expreso del derecho humano al acceso al agua y al saneamiento
- Limitaciones al ejercicio de derechos de aprovechamiento
- Temporalidad de los Derechos de Aprovechamiento
- Vigencia de los derechos de aprovechamiento reconocidos o constituidos con anterioridad y procedimiento de regularización
- Implementación de Planes Estratégicos de Recursos Hídricos en cuencas
- Creación de un fondo para la investigación
- Establecimiento de un caudal ecológico mínimo
- Limitaciones para el uso del agua en la minería

## Mejoras
En un diagnóstico de la gestión de recursos hídricos de Chile publicado por el Banco Mundial en 1999 se recomiendan entre otras las siguientes mejoras al sistema:: viii 
- Mejorar los mercados del agua.
- Hacer la gestión del agua subterránea más sostenible.
- Profundización en las medidas ya tomadas para asegurar la calidad del agua.
- Mejora del registro público de los DAA.
- Fortalecer la DGA.
- Fortalecer las organizaciones de usuarios.
- Mejorar los sistemas de información y comunicación.
- Mejorar la resolución de conflictos.